# 哈仙岛
哈仙岛位于中国东北地区辽东半岛东侧的黄海中，是长山群岛里长山列岛中的一座岛屿，属于辽宁省长海县大长山岛镇哈仙村管辖。

## 地理
哈仙岛形似元宝，总体呈东西走向，长4.4千米，宽1.02千米，海岸线长12.8千米，陆域面积4.7平方千米。岛上地势两端高，中间平坦，最高点为位于西端的西大鱼山，海拔106.7米。